# Wim Wenders
Pour les articles homonymes, voir Wenders.
 (octobre 2024).
Si vous disposez d'ouvrages ou d'articles de référence ou si vous connaissez des sites web de qualité traitant du thème abordé ici, merci de compléter l'article en donnant les références utiles à sa vérifiabilité et en les liant à la section « Notes et références ».
Wilhelm Wenders, dit Wim Wenders, est un réalisateur, producteur de cinéma, scénariste et photographe allemand, né le 14 août 1945 à Düsseldorf (Rhénanie-du-Nord-Westphalie).
Il est l'un des représentants majeurs du nouveau cinéma allemand des années 1960-70. Depuis 1996, il est président de l'Académie européenne du cinéma, installée à Berlin.
En 2023 il reçoit le prix Lumière, qui récompense l'ensemble de sa carrière.

## Biographie

### Enfance
Issu d'une famille catholique de Düsseldorf, Wilhelm Ernst dit Wim Wenders est le fils d'un chirurgien. Il étudie la médecine et la philosophie à Munich, Fribourg et Düsseldorf. Il passe l'année 1966-1967 à Paris où il fréquente assidûment la Cinémathèque française. Il y fonde sa culture cinéphile et découvre Friedrich Wilhelm Murnau, Fritz Lang et Yasujirō Ozu. Ayant échoué au concours d'entrée de l'IDHEC, il rentre en Allemagne en 1968 et intègre la Hochschule für Film und Fernsehen de Munich. Il réalise son film de fin d'études Summer of the city. De 1968 à 1971 il donne des critiques de cinéma aux revues Film et Filmkritik et au quotidien Süddeutsche Zeitung.

### Carrière
En 1971 il crée, avec d'autres figures du Nouveau cinéma allemand, le Filmverlag der Autoren. Ayant pour objectif d'être des auteurs complets, ces cinéastes s'associent afin de produire, réaliser et distribuer leurs films en toute indépendance. N'étant plus satisfait de ce type de production, Wenders crée en 1974 sa propre société, la « Wim Wenders Produktion ».
Après l'adaptation des romans L'Angoisse du gardien de but au moment du penalty (Die Angst des Tormanns beim Elfmeter) de Peter Handke, avec lequel il est lié d'amitié, et La Lettre écarlate (Der scharlachrote Buchstabe) de Nathaniel Hawthorne, il marque une rupture artistique avec Alice dans les villes (Alice in den Städten, 1974) qui révèle sa tonalité intimiste et romantique. Il y affirme également son penchant pour les personnages en marge, l'errance et le voyage insolite, tant physique qu'introspectif. Au Fil du temps (Im Lauf der Zeit) reçoit le Prix de la critique internationale à Cannes. Alice dans les villes, Faux Mouvement (Falsche Bewegung, 1975, inspiré du Wilhelm Meister de Goethe) et Au Fil du temps forment une trilogie sous forme de road movie, dans laquelle Wenders définit ses thèmes de prédilection (paysages, mouvement, quête existentielle, difficulté de communiquer) et fait part de sa fascination pour la culture musicale et cinématographique américaine. Il y porte un regard désabusé sur la société allemande d'après-guerre en général et sa génération en particulier. Par ailleurs, il y traduit en images l'influence expérimentale de son ami écrivain Peter Handke : silences, dialogues en décalage, absence d'explications logiques, intrigue circulaire, montage syncopé, ellipses malmenant la narration, etc.
Grâce à L'Ami américain (Der amerikanische Freund), relecture très personnelle de Patricia Highsmith avec notamment Dennis Hopper, Nicholas Ray et Samuel Fuller, il acquiert un début de notoriété aux États-Unis.
À l'invitation de Francis Ford Coppola, Wenders se rend aux États-Unis en 1977, afin de réaliser un film sur l'auteur de romans policiers Dashiell Hammett pour le compte de la maison de production du cinéaste américain (American Zoetrope). En raison du conflit ouvert entre Wenders et le studio sur l'orientation du scénario, le financement, la distribution et les choix de réalisation, l'achèvement du film est retardé. Ce n'est qu'en 1982 que Hammett sort en salles. En parallèle, Wenders réalise Nick's Movie (Nick's Film - Lightning Over Water, 1980), documentaire sur les derniers mois de vie du réalisateur Nicholas Ray, atteint d'un cancer.
L'État des choses (Der Stand der Dinge, 1982), qui repose sur le procédé de mise en abyme, évoque toutes les difficultés à surmonter pour la réalisation d'un film. Wenders y revient ainsi, de manière indirecte, sur les problèmes qu'il a rencontrés lors du tournage de Hammett. Pour L'État des choses, le réalisateur reçoit le Lion d'or à la Mostra de Venise 1982.
La même année, Wenders met en scène une pièce de théâtre — la seule à ce jour[Quand ?] — à l'occasion du Festival de Salzbourg : Par les villages (Über die Dörfer) de Peter Handke avec Rüdiger Vogler, Libgart Schwarz, Martin Schwab (de) et Karin Baal (décors de Jean-Paul Chambas, costumes de Domenika Kaesdorf et musique de Jürgen Knieper).

### Paris, TexasetLes Ailes du désir

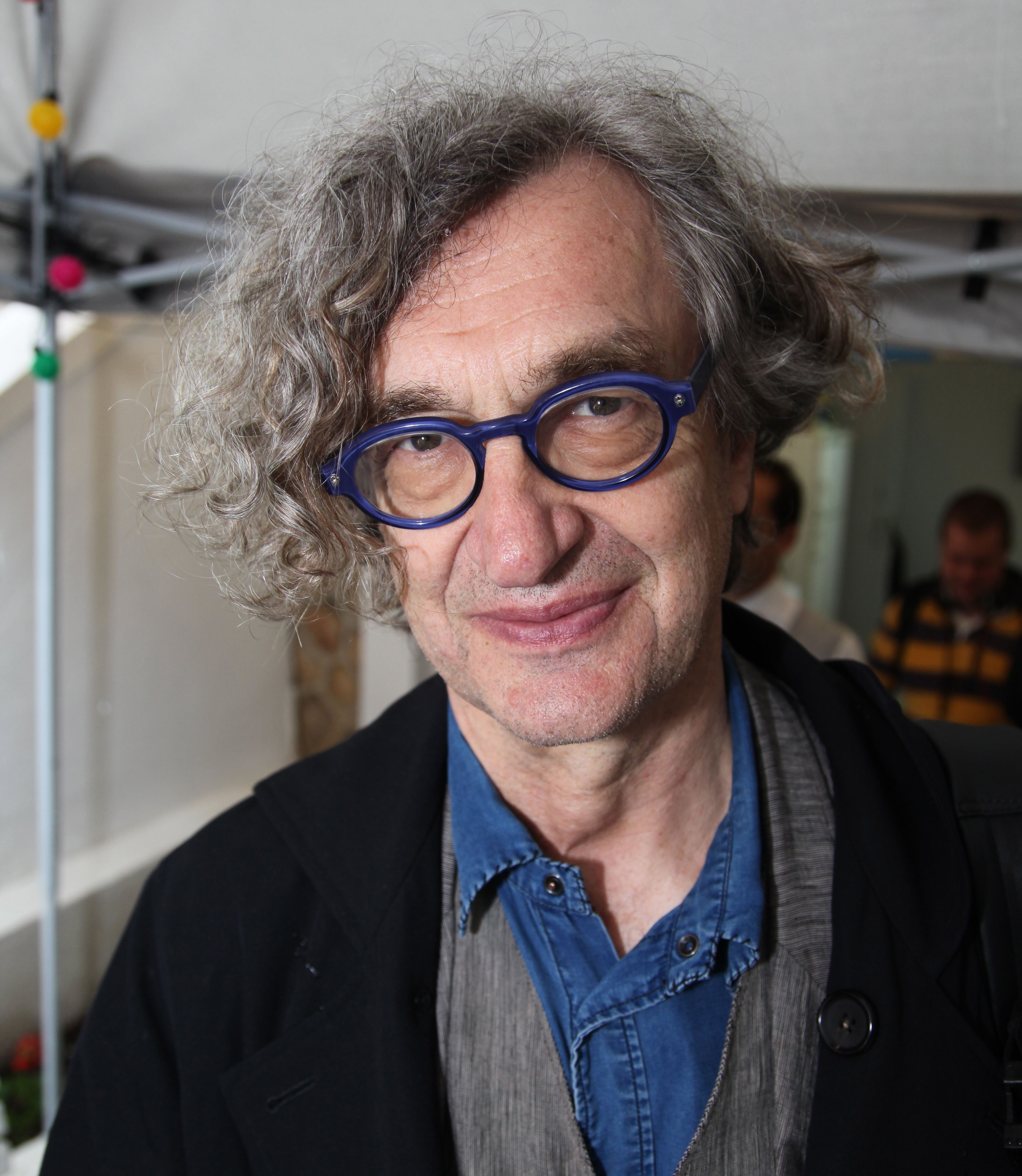
Au festival de Cannes 2013.

En 1984 sort Paris, Texas, co-adapté par Sam Shepard d'après son roman. Ce drame sur le nouveau départ et la possibilité de réparer les erreurs passées prend les grands espaces américains pour décor. Produit par Anatole Dauman et interprété par Nastassja Kinski, Harry Dean Stanton et Dean Stockwell, le film obtient la Palme d'or au 37e festival de Cannes. Ce n'est qu'en 1985, après un contentieux avec la maison de production sur les droits de location (affaire qui va jusqu'aux tribunaux), que le long métrage est enfin distribué dans les salles allemandes.
Les Ailes du désir (Der Himmel über Berlin, 1987), également financé par Dauman, est une fable allégorique avec le mur de Berlin en toile de fond. Dans cette œuvre qui vaut à Wenders le prix de la mise en scène à Cannes, un ange renonce par amour à son statut céleste pour devenir humain. Avec Paris, Texas, il s'agit de son plus grand succès commercial.
En 1989, il préside le jury du 42e festival de Cannes, remettant notamment la Palme d'or à son jeune confrère débutant, Steven Soderbergh, pour Sex, Lies and Videotapes (en version originale).
Wenders commence en 1989 un ambitieux projet de science-fiction, Jusqu'au bout du monde (Bis ans Ende der Welt). Ce film, déjà en projet depuis 1977, n'est achevé qu'après un an et demi de tournage, en 1991. L'œuvre, à l'origine de 280 minutes, doit être réduite à 180 minutes pour sa sortie (et même à 158 minutes pour l'exploitation américaine). Le film reçoit des critiques mitigées.
Les films de fiction qui suivent, Si loin, si proche (In weiter Ferne, so Nah!, 1993, suite des Ailes du désir récompensée par le grand prix du jury cannois), Lisbonne Story (1994), Am Ende der Gewalt (1997), The Million Dollar Hotel (2000) ou encore Don't Come Knocking (2005) qui marque ses retrouvailles avec Sam Shepard, ne permettent pas au réalisateur de renouer vraiment avec le succès.

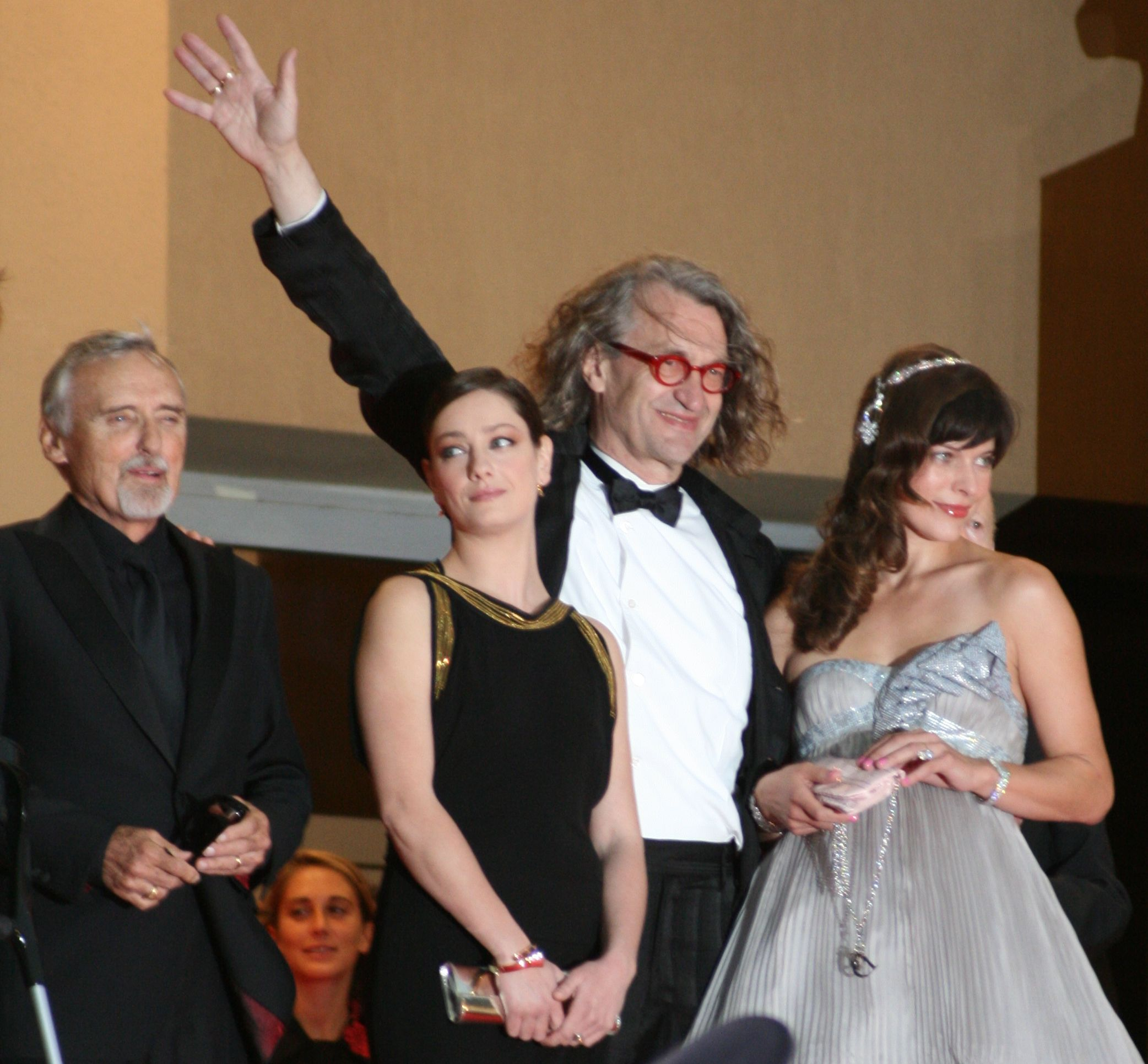
Dennis Hopper, Giovanna Mezzogiorno, Wim Wenders et Milla Jovovich lors de la présentation du film Rendez-vous à Palerme, au festival de Cannes 2008.

Ses documentaires sur l'art (musique, danse, photographie) retiennent néanmoins l'attention : Willie Nelson at the Teatro (1998), Buena Vista Social Club (1999), Viel passiert - Der BAP-Film (2002), Pina (2011, film-hommage à la chorégraphe Pina Bausch tourné en 3-D) ou encore Le Sel de la Terre (2014, co-réalisé avec Juliano Ribeiro Salgado), consacré au photographe brésilien Sebastião Salgado.
Il reçoit le prix Robert-Bresson à la Mostra de Venise 2002 pour son œuvre, en reconnaissance de sa compatibilité avec le message de l'Évangile.
En 2008 il préside le jury de la 65e Mostra de Venise.
Depuis 2003 il enseigne à la Hochschule für Bildende Künste de Hambourg. Il préside l'Académie européenne du cinéma, dont le siège est situé à Berlin et qui a pour objectif d'aider et valoriser les productions cinématographiques annuelles d'Europe grâce à la cérémonie des European Film Awards.

### Vie privée
En 1993, Wim Wenders épouse en troisièmes noces la photographe Donata Schmidt. Le réalisateur a auparavant été marié avec les actrices Edda Köchl (1968-1974) et Ronee Blakley (1979-1981).
Il a par ailleurs été le compagnon de Lisa Kreuzer (1974-1978), d'Isabelle Weingarten (1981-1982) et de Solveig Dommartin (1988-1993).

## Photographie
Wenders n'est pas seulement un cinéaste reconnu. Il est également photographe. Au début, il photographie pour satisfaire sa passion de l'image sous toutes ses formes, pour un projet au long-cours intitulé "Pictures from the Surface of the Earth" (Images de la surface de la terre) commencé au début des années 1980. Il ne songe pas à montrer ses clichés réalisés en 24x36 au moyen d'un appareil Leica qu'il ne quitte jamais. Ils relèvent de la sphère privée et du plaisir personnel.
Pendant l'été 1983, son appareil photo lui est dérobé. En quittant le Japon où il vient de réaliser le documentaire Tokyo-Ga, sur le cinéaste Ozu, il fait l'acquisition d'un appareil moyen-format Plaubel avec un objectif de 90 mm (correspondant à un objectif de 45 mm en petit format et proche de celui qu'il utilise dans ses films). À son retour de Tokyo, muni de ce matériel qui convient parfaitement à son regard, il déclare : « Il me semble que c'est l'objectif le plus proche de l'œil humain, qui ne déforme pas la vision. ». Wenders entreprend un voyage de deux-trois mois, au cours duquel il parcourt de long en large l'Ouest américain pour les repérages de Paris, Texas. Ayant emporté son appareil pour ses loisirs, il se rend vite compte, en photographiant ces paysages et cette lumière si particuliers, qu'il s'agit d'une autre manière de préparer le film. Cette activité devient soudain une « recherche », moins pour trouver les sites de tournage que pour apprivoiser la lumière de l'Ouest :

« Je n'avais jamais tourné dans ces paysages et j'espérais ainsi aiguiser ma capacité de compréhension et ma sensibilité envers cette lumière et ces paysages à travers la photographie. »

Wenders publie, en 1993, Einmal, dans lequel il associe les photographies qu'il a prises aux quatre coins du monde (essentiellement en Allemagne, en Australie, à Cuba et en Israël) à de petits textes qu'il a lui-même écrits, chacun commençant par « Une fois… ».

## Filmographie

### Longs métrages de fiction
- 1970 : Summer in the City

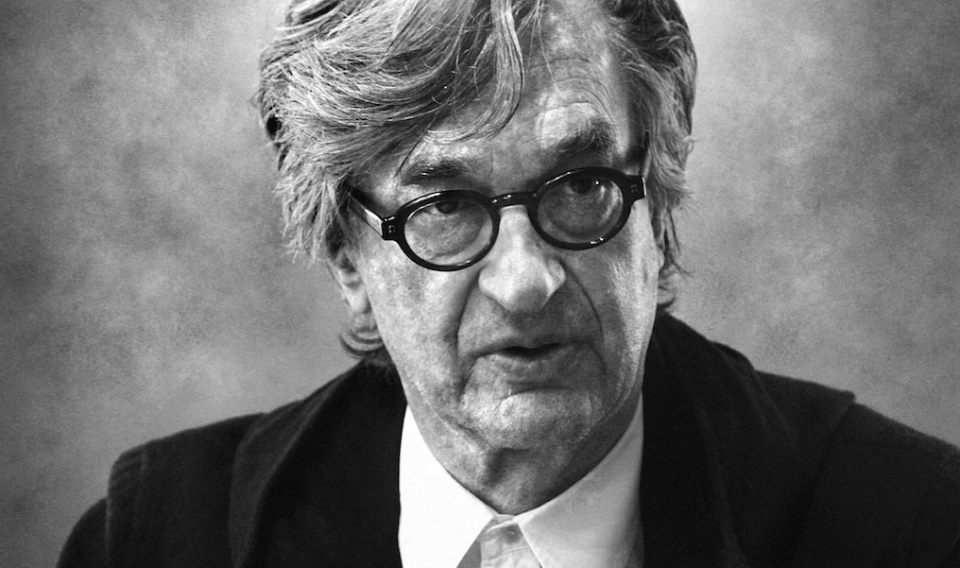
À Paris en 2015 pour Every Thing Will Be Fine.

- 1972 : L'Angoisse du gardien de but au moment du penalty (Die Angst des Tormanns beim Elfmeter)
- 1973 : La Lettre écarlate (Der Scharlachrote Buchstabe)
- 1974 : Alice dans les villes (Alice in den Städten)
- 1975 : Faux Mouvement (Falsche Bewegung)
- 1976 : Au fil du temps (Im Lauf der Zeit)
- 1977 : L'Ami américain (Der Amerikanische Freund)
- 1982 : Hammett
- 1982 : L'État des choses (Der Stand der Dinge)
- 1984 : Paris, Texas
- 1987 : Les Ailes du désir (Der Himmel über Berlin)
- 1991 : Jusqu'au bout du monde (Bis ans Ende der Welt)
- 1993 : Si loin, si proche ! (In weiter Ferne, so nah !)
- 1994 : Lisbonne Story (Lisbon story)
- 1995 : Par-delà les nuages (Al di là delle nuvole) - prologue, entractes et épilogue
- 1995 : Les Lumière de Berlin (Die Gebrüder Skladanowsky)
- 1997 : The End of Violence
- 2000 : The Million Dollar Hotel
- 2004 : Land of Plenty
- 2005 : Don't Come Knocking
- 2008 : Rendez-vous à Palerme (Palermo Shooting)
- 2015 : Every Thing Will Be Fine
- 2016 : Les Beaux Jours d'Aranjuez (The Beautiful Days of Aranjuez)
- 2017 : Submergence
- 2023 : Perfect Days

### Longs métrages documentaires

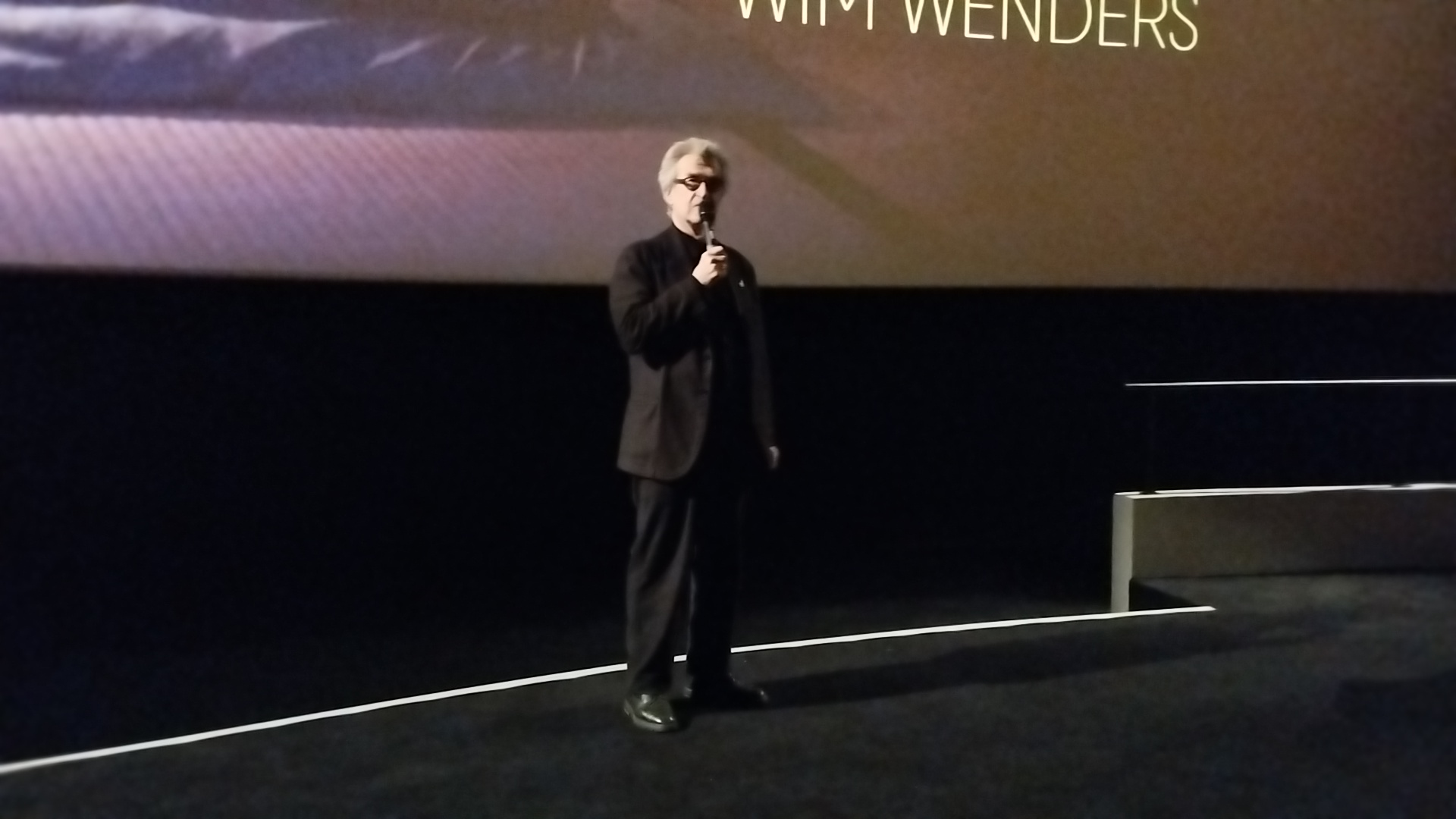
Wim Wenders présentant Perfect Days en avant-première à l'UGC Ciné Cité Les Halles, en novembre 2023.

- 1980 : Nick's Movie (ou Lightning Over Water)
- 1984 : Docu Drama
- 1985 : Tokyo-Ga
- 1989 : Carnets de notes sur vêtements et villes (Aufzeichnungen zu Kleidern und Städten)
- 1998 : Willie Nelson at the Teatro
- 1999 : Buena Vista Social Club
- 2002 : Viel passiert - Der BAP-Film
- 2003 : The Soul of a Man
- 2011 : Pina (en stéréoscopie)
- 2014 : Le Sel de la Terre (The Salt of the Earth)
- 2018 : Le Pape François : Un homme de parole (Pope Francis: A Man of His Word)
- 2023 : Anselm : Le Bruit du temps (Anselm: Das Rauschen der Zeit)

### Courts métrages
- 1967 : Schauplätze
- 1968 : Victor I.
- 1968 : Klappenfilm
- 1968 : Same Player Shoots Again
- 1969 : Drei Amerikanische LP's (téléfilm)
- 1969 : Silver City
- 1969 : Polizeifilm (téléfilm)
- 1969 : Alabama: 2000 Light Years From Home
- 1982 : Reverse Angle (téléfilm)
- 1982 : Chambre 666 (téléfilm documentaire)
- 1990 : Red Hot and Blue - segment Night and Day
- 1992 : Arisha, l'ours et l'anneau (Arisha, der Bär und der steinerne Ring)
- 1995 : Lumière et Compagnie - segment
- 2002 : Ten Minutes Older : The Trumpet - segment Twelve Miles to Trona
- 2007 : Invisibles crimes
- 2007 : Chacun son cinéma - segment War in Peace
- 2008 : 8 - segment Person to Person
- 2009 : Il Volo
- 2010 : If Buildings Could Talk - en 3D
- 2012 : Mundo Invisível (épisode Ver ou Não Ver)
- 2015 : Vai Paparazzo!
- 2020 : Two or Three Things I Know about Edward Hopper (court métrage en 3D pour l'exposition Edward Hopper de la Fondation Beyeler à Bâle[6])

### Clip
- 1993 : Stay (Faraway, So Close!) de U2

### Acteur
- 1987 : Helsinki-Napoli (Helsinki Napoli All Night Long) de Mika Kaurismäki : le pompiste

## Publications
- Emotion pictures, Essais et critiques, texte français de Bernard Eisenschitz, Paris, l'Arche, 1987  (ISBN 2-85181-072-3)
- Written in the West, recueil photographique, Munchen, Schirmer Art Books, 1987  (ISBN 3-88814-583-X)  —  tiré de l'exposition organisée par Jean Maheu au Centre Georges Pompidou en avril 1986, ayant pour thème les recherches photo effectuées par Wenders comme préalable à la réalisation de Paris, Texas et comportant en introduction la transcription d'une discussion entre l'auteur et Alain Bergala parue précédemment dans les Cahiers du Cinéma
- La Logique des images : essais et entretiens, édition établie par Michael Töteberg, trad. Bernard Eisenschitz, Paris : l'Arche, 1990 ; titre allemand : Die Logik der Bilder  (ISBN 2851812602)
- Une fois, Images et histoires, Paris : G3J, 2008, trad. Bernard Eisenschitz  (ISBN 978-2-9527983-1-0) ; récits brefs accompagnés de photographies ; initialement paru dans une version italienne chez Edizione Socrates, Roma, 1993 ; titre allemand : Einmal
- (en) Avec Alberto Venzago, Voodoo, Prestel, 2005  (ISBN 978-3-7913-2983-3)
- Les Pixels de Cézanne, et autres regards sur des artistes, l'Arche, 2017

## Distinctions

### Récompenses
- 1976 : Prix de la critique internationale au 29e festival de Cannes pour Au fil du temps
- 1982 : Lion d'or à la 39e Mostra de Venise pour L'État des choses
- 1984 : Palme d'or, Prix de la critique internationale et Prix du jury œcuménique au 37e festival de Cannes pour Paris, Texas
- 1985 : BAFTA du meilleur réalisateur pour Paris, Texas
- 1987 : Prix de la mise en scène au 40e festival de Cannes pour Les Ailes du désir
- 1989 : Doctorat honoris causa de l'université de la Sorbonne Nouvelle (Paris).
- 1993 : Grand prix du jury au 46e festival de Cannes pour Si loin, si proche !
- 1995 : Doctorat honoris causa de la faculté de théologie de l’université de Fribourg (Suisse)
- 2000 : Prix du jury à la 50e Berlinale pour The Million Dollar Hotel
- 2002 : Prix Robert-Bresson à la 59e Mostra de Venise
- 2011 : Prix du cinéma européen pour le meilleur film documentaire pour Pina
- 2014 : Prix spécial du jury « Un certain regard », mention spéciale du jury œcuménique et mention spéciale du prix François-Chalais au 67e festival de Cannes pour Le Sel de la Terre
- 2014 : Prix du public au 62e festival de Saint-Sébastien pour Le Sel de la Terre
- 2015 : Festival du film de Berlin 2015 : Ours d'or d'honneur
- 2015 : César du meilleur film documentaire pour Le Sel de la Terre
- 2023 : Prix Lumière pour l'ensemble de son œuvre

### Nominations
- 2000 : Oscar du meilleur film documentaire pour Buena Vista Social Club
- 2012 : Oscar du meilleur film documentaire pour Pina
- 2015 : Oscar du meilleur film documentaire pour Le Sel de la Terre
- 2017 : Prix du meilleur film au festival de Saint-Sébastien pour Submergence[7]
- 2023 : Prix Lumière

### Décorations
- 1984 : Membre de l'Académie des arts de Berlin[8]
- 1993 : Commandeur des Arts et des Lettres[9]
- 2003 : Prix culturel de la Société allemande de photographie
- 2006 : Prix de l’ordre pour le Mérite (sciences et arts)
- 2006 : Grand Officier de l'ordre du Mérite de la République fédérale d'Allemagne
- 2022 : Officier du Praemium Imperiale[10]